# Rahmanismus
Der Begriff Rahmanismus (von altsüdarabisch rḥmn-n „der Barmherzige“) bezeichnet eine oder mehrere monotheistische Religionen, die seit dem 4. Jahrhundert n. Chr. die polytheistische Altsüdarabische Religion verdrängten. Da die Nennung eines monotheistischen Gottes als einziges bekanntes Merkmal erscheint, lässt sich nicht feststellen, ob der Rahmanismus eine einheitliche Religion war und ob er dann mit einer anderen monotheistischen Religion identifiziert werden kann.
Seit der 2. Hälfte des 4. Jahrhunderts wird in altsüdarabischen Inschriften zunehmend „der Barmherzige“ (altsüdarabisch rḥmn-n) und „der Herr von Himmel und Erde“ angerufen. Einige Inschriften sowie archäologisch nachgewiesene Synagogen zeigen, dass seit dem 4. Jahrhundert das Judentum in Südarabien eine wichtige Rolle spielte, doch ist nicht geklärt, ob alle rahmanistischen Inschriften dieser Zeit als jüdisch zu deuten sind; dabei ist auch denkbar, dass der Rahmanismus auch eine eigene, autochthone monotheistische Religion umfasste. Eindeutige Hinweise auf Christen in Südarabien finden sich zu Beginn des 6. Jahrhunderts, als eine christliche Gemeinde in der Stadt Nadschran Opfer einer wohl politisch motivierten Christenverfolgung des jüdischen Königs Yusuf Asʾar Yathʾar wurde. Daraufhin marschierte das christliche Aksumitische Reich in Südarabien ein und setzte das Christentum als offizielle Religion durch, bis es 632 durch den Islam ersetzt wurde. Bis ins 13. Jahrhundert ist in Nadschran und noch im 16. Jahrhundert auf Sokotra eine christliche Gemeinde belegt; jüdische Gemeinden bestehen bis heute (siehe Judentum im Jemen).